# Jiří Stromšík
Jiří Stromšík (* 1. dubna 1939 Krhová) je český germanista, který se specializuje na dějiny novější literatury německy mluvících zemí, vysokoškolský pedagog a překladatel.
V letech 1969–1974 byl odborným asistentem na Filozofické fakultě Univerzity Karlovy. V roce 1974 byl nucen fakultu opustit z důvodů politické neprověřenosti. Od roku 1990 znovu působí v Ústavu germánských studií FF UK.

## Ocenění
V roce 2008 byl vyznamenán Státní cenou za překladatelské dílo.

## Výběr z publikovaných překladů
- Canetti, Elias: Hlasy Marrákeše. Svědomí slov (Stimmen von Marrakesch, 1954, Das Gewissen der Worte, 1976, česky v tomto souboru 2005, ISBN 80-7260-139-3)
- Canetti, Elias: Hra očí (Das Augenspiel, 1985, česky 1998, ISBN 80-86202-06-2)
- Canetti, Elias: Masa a moc (Masse und Macht, 1960, česky 1994 a 2007 ISBN 80-85812-08-8)
- Canetti, Elias: Pochodeň v uchu (Die Fackel im Ohr, 1980, česky 1996, ISBN 80-85906-37-6)
- Canetti, Elias: Zachráněný jazyk (Die gerettete Zunge, 1977, česky 1995, ISBN 80-85906-11-2)
- Canetti, Elias: Zaslepení (Die Blendung, 1936, česky 1984)
- Stanzel, Franz Karl: Teorie vyprávění (Theorie des Erzählens, 1979, česky 1988)

## Jiné práce
- Angelo Ripellino se vrátil, psáno: prosinec 1989, doslov k českému vydání knihy Angelo Maria Ripellino: Magická Praha, (přeložili Alena Hartmanová a Bohumír Klípa), Praha, Odeon, 1992, ISBN 80-207-0383-7